# Prințesa Fawzia a Egiptului
Prințesa Fawzia Fuad a Egiptului și Iranului (persană شاهدخت فوزیه arabă الأميرة فوزية) (n. 5 noiembrie 1921 - d. 2 iulie 2013) a fost o prințesă egipteană care a devenit regină consort a Iranului fiind prima soție a șahului Mohammad Reza Pahlavi.
Ea este cunoscută și sub numele de Fawzia Shirin, nume sub care s-a recăsătorit în 1949. Deși titlurile sale regale nu mai sunt recunoscute de către guvernul egiptean, după Revoluția egipteană din 1952, protocolul internațional dictează ca foștii monarhi sau membrii fostelor case regale păstrează titlurile obținute. Ea a fost cel mai în vârstă membru al dinastiei Muhammad și a locuit în Egipt. Nepotul ei, Fuad, care a fost proclamat regele Fuad al II-lea al Egiptului și Sudanului, după Revoluție, locuiește în Elveția.

## Biografie

### Primii ani
Prințesa Fawzia născută ca Alteța Sa Prințesa Fawzia bint Fuad la palatul Ras el-Tin din Alexandria, a fost fiica cea mare a sultanului Fuad I al Egiptului și Sudanului (mai târziu regele Fuad I) și a cele de-a doua soții, Nazli Sabri; s-a născut la 5 noiembrie 1921. Străbunicul matern a fost generalul maior Muhammad Sharif Pașa, prim-ministru și ministru de externe, de origine turcă. Unul dintre stră-străbunicii ei a fost Suleiman Pașa, un ofițer al armatei franceze, care a servit sub Napoleon, convertit la Islam. În plus față de surorile ei, Faiza, Faika și Fathiya, și fratele ei, Farouk, ea a avut și doi frați vitregi din căsătoria anterioară a tatălui ei cu prințesa Shivakiar Khanum Effendi.

### Prima căsătorie cu Mohammad Reza Pahlavi, viitorul Șah

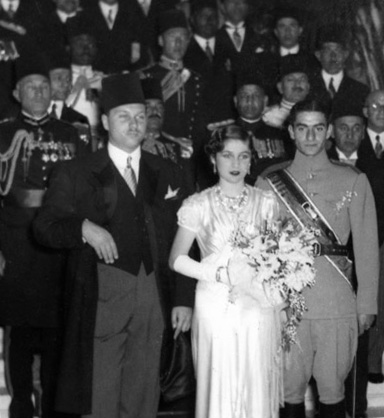
Nunta Prințesei Fawzia și Mohammad Reza Pahlavi.
De la stânga la dreapta: regele Farouk al Egiptului (fratele miresei), Prințesa Fawzia (mireasa) și Prințul Moștenitor al Iranuliu (mirele).

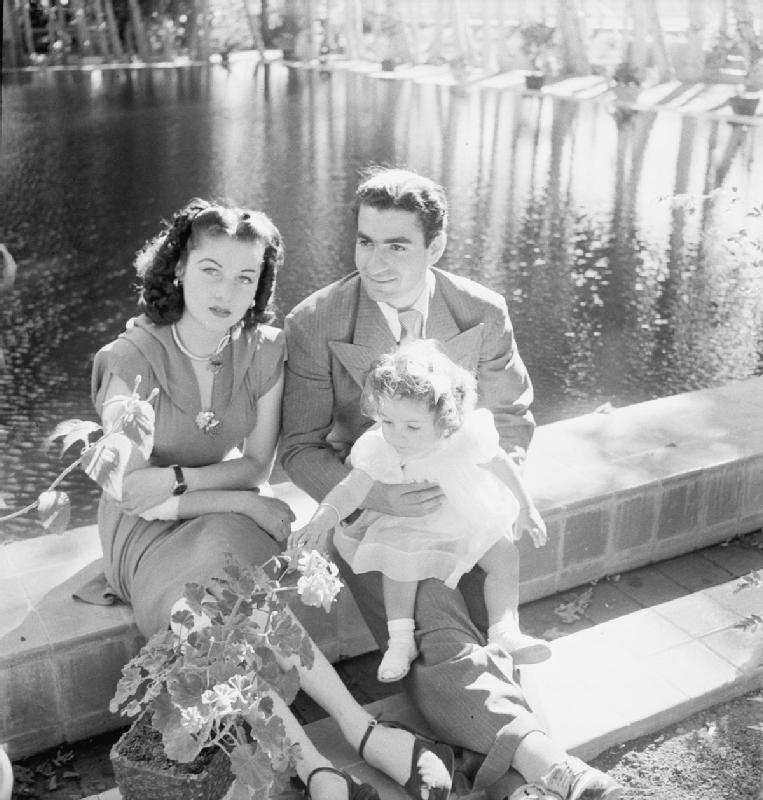
Regina Fawzieh cu Șahul Mohammed Reza Pahlevi și fiica lor, Prințesa Shahnaz în Tehran în timpul celui de-al Doilea Război Mondial

Prințesa Fawzia a Egiptului s-a căsătorit cu Mohammad Reza Pahlavi (1919–1980), Prințul Moștenitor al Iranului, la palatul Abdeen din Cairo, la 16 martie 1939; după luna de miere, ceremonia nunții s-a repetat la Tehran. Doi ani mai târziu, prințul moștenitor a succedat tatălui său care era în exil și a devenit Șah al Iranului. Curând după ascensiunea pe tron a soțului ei, regina Fawzia a apărut pe coperta revistei Life la 21 septembrie 1942, fotografiată de Cecil Beaton, care a descris-o ca pe o "Venus din Asia" cu "o perfectă formă de inimă a feței și cu o paloare ciudată, dar cu ochi albaștri pătrunzători."
Cu Mohammad Reza Shah Pahlavi ea a vut un singur copil, o fiică:
- Prințesa Shahnaz Pahlavi (n. 27 octombrie 1940)

Mariajul nu a fost un succes. După nașterea fiicei cuplului, regina Fawzia (titlul de împărăteasă nu era încă utilizat în Iran la acea vreme) a obținut un divorț egiptean în 1945, după care s-a mutat la Cairo. Divorțul a fost recunoscut de Iran după mai mulți ani, dar în cele din urmă s-a obținut divorțul oficial în Iran, la 17 noiembrie 1948, regina Fawzia recuperându-și și titlul de prințesă a Egiptului. O condiție majoră a divorțului a fost ca fiica ei să rămână în Iran. Fratele reginei Fawzia, regele Farouk, a divorțat de prima sa soție, regina Farida, în aceeași săptămână.
În anunțul oficial al divorțului, s-a afirmat "climatul persan a pus în pericol starea de sănătate a împărătesei Fawzia, și că, prin urmare, a fost de acord ca sora regelui egiptean să divorțeze." Într-o altă declarație oficială, Șahul a declarat că desfacerea căsătoriei "nu poate afecta în niciun fel relațiile existente de prietenie dintre Egipt și Iran."

### A doua căsătorie

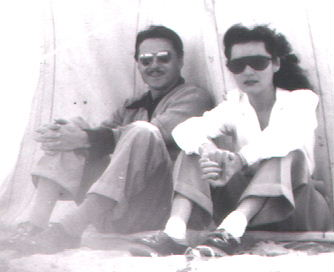
Prințesa Fawzia cu al doilea soț, Ismail Shirin

La 28 martie 1949, la Cairo, Prințesa Fawzia s-a căsătorit cu colonelul Ismail Shirin (1919–1994), care era fiul cel mare al lui Husain Shirin Bei și a soției acestuia, Prințesa Amina Bihruz Khanum Effendi. El era absolvent a Trinity College, Cambridge și fusese ministru egiptean de război și al marinei. Cuplul a avut doi copii, o fiică și un fiu:
- Nadia Khanum (19 decembrie 1950, Cairo[12] – octombrie 2009). S-a căsătorit prima dată cu Yusuf Shaba’an, au divorțat și a doua oară s-a căsătorit cu Mustafa Rashid. A avut două fiice, câte una din fiecare căsătorie: Sinai (n. octombrie 1973, fiica lui Yusuf Shaba’an) și Fawzia Rashid (fiica lui Mustafa Rashid)
- Husain Shirin Effendi (n. 1955, Giza)

Moartea prințesei Fawzia a fost greșit raportată în ianuarie 2005. Jurnaliștii au confundat-o cu nepoata ei, prințesa Fawzia Farouk (1940-2005), una dintre cele trei fiice ale regelui Farouk. Începând din anul 2011 locuiește în Alexandria, Egipt.